# Olympische Sommerspiele 1980/Teilnehmer (Portugal)
| Gelbes Symbol für Goldmedaillen mit stilisierten Olympischen Ringen | Graues Symbol für Silbermedaillen mit stilisierten Olympischen Ringen | Braundes Symbol für Bronzemedaillen mit stilisierten Olympischen Ringen |
| ------------------------------------------------------------------- | --------------------------------------------------------------------- | ----------------------------------------------------------------------- |
| —                                                                   | —                                                                     | —                                                                       |

Portugal nahm an den Olympischen Sommerspielen 1980 in Moskau, UdSSR, mit einer Delegation von 11 Sportlern (zehn Männer und eine Frau) teil.

## Teilnehmer nach Sportarten

### Boxen
- João Manuel Miguel
Halbfliegengewicht: 9. Platz

### Gewichtheben
- Raúl Diniz
Fliegengewicht: 13. Platz

### Judo
- João Paulo Mendonça
Papiergewicht: 9. Platz

- José António Branco
Halbleichtgewicht: 13. Platz

- António Roquete
Halbmittelgewicht: 10. Platz

### Leichtathletik
- João Campos
1500 Meter: Halbfinale

- Anacleto Pinto
Marathon: 16. Platz

- José Sena
3000 Meter Hindernis: Vorläufe

### Schwimmen
- Rui Abreu
100 Meter Freistil: Vorläufe
200 Meter Freistil: Vorläufe
100 Meter Rücken: Vorläufe

- Paulo Frischknecht
200 Meter Freistil: Vorläufe
100 Meter Schmetterling: Vorläufe

### Turnen
- Maria Avelina Alvarez
Frauen, Einzelmehrkampf: 61. Platz in der Qualifikation
Frauen, Boden: 61. Platz in der Qualifikation
Frauen, Pferdsprung: 56. Platz in der Qualifikation
Frauen, Schwebebalken: 51. Platz in der Qualifikation
Frauen, Stufenbarren: 61. Platz in der Qualifikation